# Ruth Oswalt

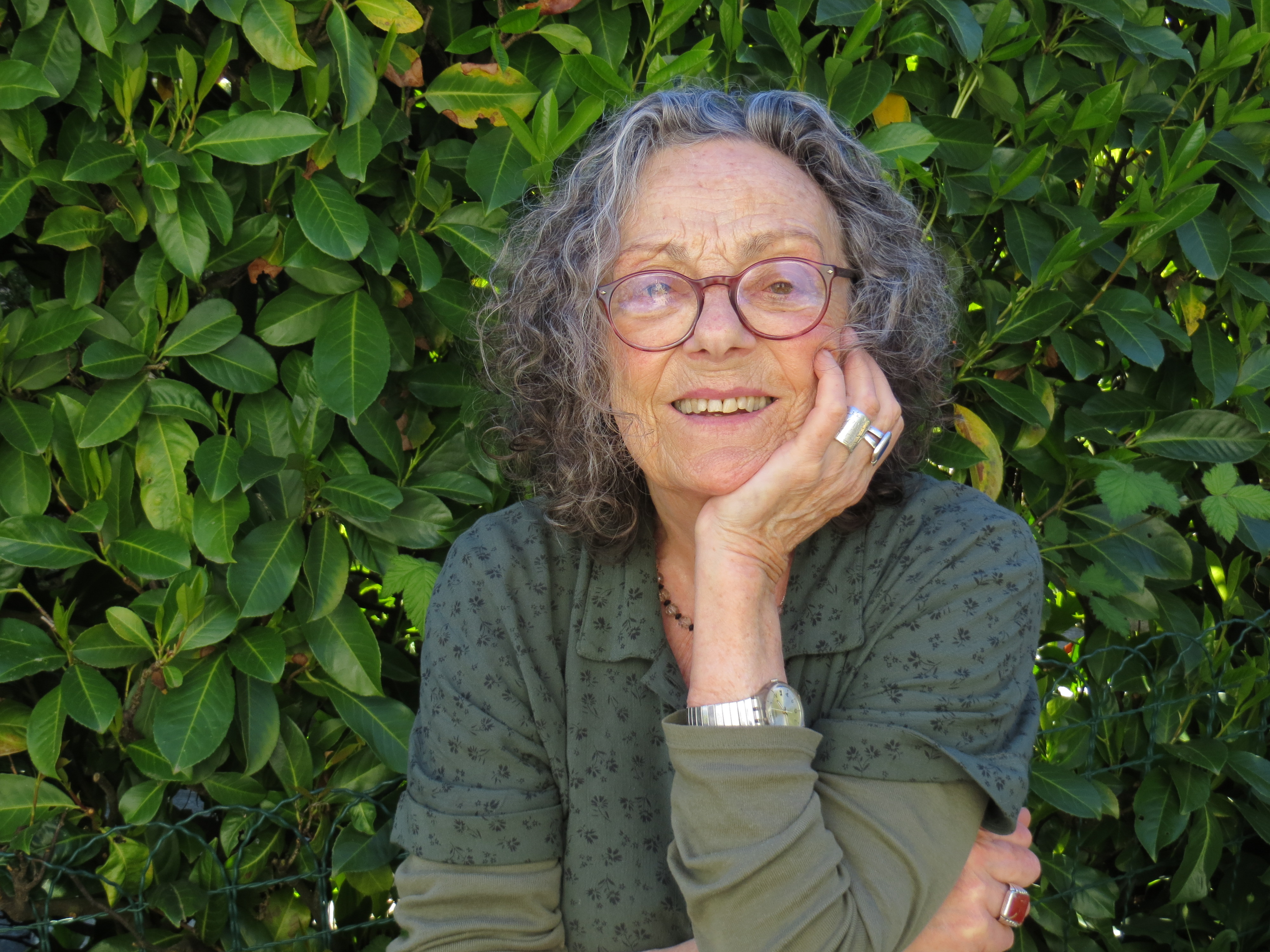
Ruth Oswalt (2025)

Ruth Oswalt (* 7. Januar 1946 in Zürich) ist eine Schweizer Schauspielerin.

## Leben
Ruth Oswalt ist die Enkelin von Wilhelm Ernst Oswalt, des letzten Inhabers des vor der Arisierung in Frankfurt am Main ansässigen Verlages Rütten & Loening. Dessen einziger nicht in die Konzentrationslagern verschickter Sohn, Heinrich Oswalt, war bereits vor dem Zweiten Weltkrieg zum Studium in die Schweiz gegangen und hatte dort eine Familie gegründet.
Nach dem Abitur besuchte Oswalt zunächst ein Lehrerseminar und übte eine kurze Tätigkeit als Primarlehrerin aus. Ab 1969 nahm sie eine Schauspielausbildung an der Schauspielakademie mit anschließendem Praktikum an verschiedenen Basler Theatern. 1974 war sie dann mit ihrem Mann Gerd Imbsweiler Mitgründerin  des Theaters Spilkischte, des ersten ganzjährigen professionellen Theaters für Kinder in der Schweiz.
Seitdem arbeitet Oswalt im Theater Spilkischte als Schauspielerin und Co-Autorin. Mit dem Theater geht sie regelmäßig auf Tourneen im In- und Ausland und gibt Gastspiele an Festivals. 1987 erregen sie und ihr Mann Gerd Imbsweiler unter der Regie von Beat Fäh Aufmerksamkeit mit ihrer Fassung von «Die Stühle» von Eugène Ionesco, mit der sie sich auch an ein junges Publikum wenden. Bis 1996 erfolgte eine intensive Zusammenarbeit mit Beat Fäh, danach folgten acht Arbeiten mit der Regisseurin Antonia Brix. Mit dem Stück Hänschen klein, in der Neuinszenierung Hexenfieber, absolvierte sie 1992 eine mehrwöchige Tournee durch die neuen Bundesländer in Deutschland.
Oswalts Theaterstück Struwwelväter, welches die Geschichte der Familie Oswalt schildert, hatte im November 2011 in der Schpilkischte Premiere.

## Auszeichnungen
- 1987 Kunstpreis der Stadt Basel.
- 1999 Hans Reinhart-Ring
- Preis der Internationalen ASSITEJ, dem Dachverband der Theater für ein junges Publikum.